# Berberis paucidentata
Berberis paucidentata är en berberisväxtart som beskrevs av Henry Hurd Rusby. Berberis paucidentata ingår i släktet berberisar, och familjen berberisväxter. Inga underarter finns listade i Catalogue of Life.